# Carl Westergren
Carl Oscar Westergren est un lutteur suédois né le 13 octobre 1895 à Malmö et mort le 5 août 1958 dans la même ville, spécialisé en lutte gréco-romaine.

## Palmarès

### Jeux olympiques
- Médaille d'or dans la catégorie des plus de 87 kg en 1932 à Los Angeles
- Médaille d'or dans la catégorie des moins de 82,5 kg en 1924 à Paris
- Médaille d'or dans la catégorie des moins de 75 kg en 1920 à Anvers

### Championnats du monde
- Médaille d'or dans la catégorie des moins de 75 kg en 1922 à Stockholm

### Championnats d'Europe
- Médaille d'or dans la catégorie des plus de 87 kg en 1931 à Prague
- Médaille d'or dans la catégorie des moins de 87 kg en 1930 à Stockholm
- Médaille d'or dans la catégorie des moins de 82,5 kg en 1925 à Milan
- Médaille de bronze dans la catégorie des plus de 87 kg en 1933 à Helsinki